# Stephen Synnott
Stephen P. Synnott (ur. 1946) – amerykański naukowiec pracujący przy programie Voyager, który odkrył dwa księżyce Jowisza – Tebe i Metis, oraz niektóre księżyce Urana i Neptuna, takie jak Puk, Porcja, Rozalinda, Proteusz, Despoina, Galatea i inne.

## Życiorys
W 1974 uzyskał doktorat na Massachusetts Institute of Technology i od tej pory zatrudniony jest w Jet Propulsion Laboratory, gdzie zajmuje się głównie nawigacją sond międzyplanetarnych. Pracował przy misjach sond Viking, Voyager, Galileo, Deep Space 1, Cassini i Stardust. Jest aktywnym członkiem Międzynarodowej Unii Astronomicznej.
Na jego cześć nazwano planetoidę (6154) Stevesynnott.